# Kleopatra III

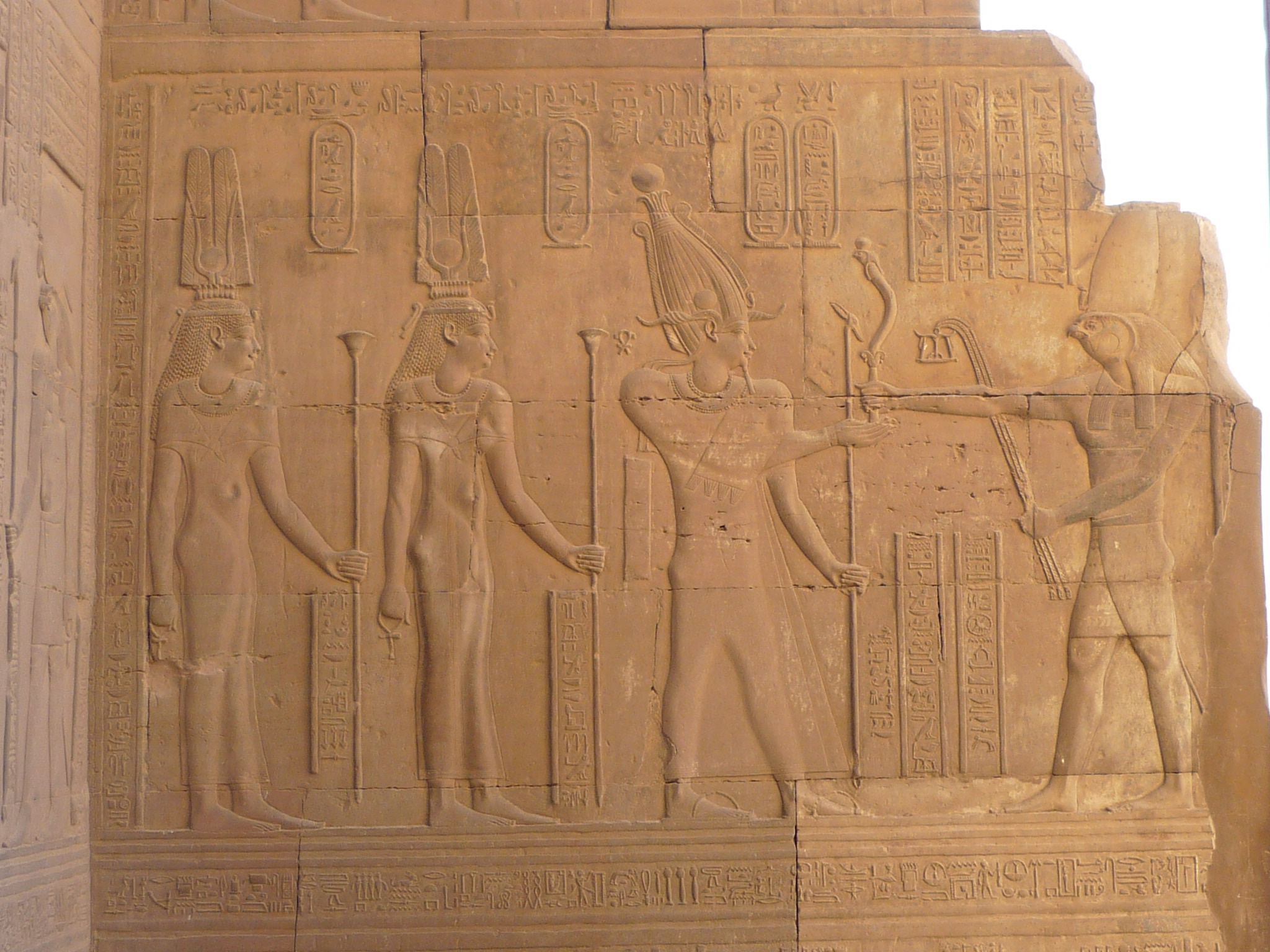
Väggrelief av Kleopatra III, Kleopatra II och Ptolemaios VIII Fyskon framför Horus.

Kleopatra III, född 161, död 101 f.Kr., var drottning i ptolemeiska riket 142–101 f.Kr.. Hon var känd som Kleopatra Euergetis och Kleopatra Kokke då hon var medregent till sin make Ptolemaios VIII och mor Kleopatra II 142–116 och sin yngre son Ptolemaios X Alexander 107–101, och som Kleopatra Filometor Soteira då hon var äldre son Ptolemaios IX Lathyros medregent 116–107.

## Biografi
Kleopatra III var dotter till Ptolemaios VI och Kleopatra II av Egypten. År 145 f.Kr avled hennes far. Hennes morbror och farbror, Ptolemaios VIII Fyskon, återvände då till Egypten, gifte sig med hennes mor och blev hennes medregent. Vid bröllopet ska han ha mördat hennes bror.   

### Samregeringen med modern och maken
År 142 eller 139 f.Kr. blev Kleopatra III förförd av sin styvfar, morbror och farbror Fyskon, som gifte sig med henne och utropade henne till sin medregent utan att skilja sig från hennes mor.  Äktenskapet väckte skandal och befolkningen i Alexandria tog parti för hennes mor, som själv ska ha reagerat med ursinne över giftermålet. Kleopatra fick fem barn med sin morbror, farbror, styvfar och make under de följande åren. Själv ska hon inte ha spelat någon personlig politisk roll.  
År 132 eller 131 f.Kr utnyttjade hennes mor Fyskons impopularitet och sin egen popularitet hos allmänheten för att med deras stöd göra en statskupp och avsätta honom. Han flydde till Cypern, där han enligt uppgift mördade hennes halvbror och styvson: han ska sedan ha skickat henne resterna av sonens sönderstyckade kropp som en present på hennes födelsedag. Det är oklart om Kleopatra III stannade hos sin mor eller följde med sin make Fyskon ur landet då han avsattes. Enligt en version flydde hon tillsammans med maken och deras barn ur Egypten vid statskuppen. Enligt en annan version stannade hon kvar i Egypten hos sin mor, och mor och dotter Kleopatra II och Kleopatra III upprätthöll en samregering, kända som ”De två Kleopatra”.
År 129 f.Kr. avsattes hennes mor. Enligt den version som hävdar att hon hade samregerat med sin mor, så var det Kleopatra III som avsatte henne, och därmed var detta första gången hon själv spelade en politisk roll. I sådana fall regerade hon sedan ensam Egypten. Hennes mor flydde till seleukiderriket i Syrien, där hennes äldsta syster Kleopatra Thea var drottning. Modern erbjöd hennes svåger Demetrios II att bli kung i Egypten vid hennes sida och kunde året därpå återvända till Egypten i spetsen för en seleukidisk här för att återerövra sin tron. Moderns här led dock ett nederlag i slaget vid Pelusium 128 f.Kr. Hennes make Fyskon underminerade samtidigt hennes mors stöd hos Demetrios genom att ge sitt stöd åt en seleukidisk tronpretendent, Demetrios' kusin och Kleopatras systerson Alexander II Zabinas, vilket gjorde Demetrios för upptagen med sina egna inre angelägenheter för att kunna ge modern aktivt stöd. 
Enligt den version som hävdar att hon hade följt med sin make i exil, återvände hon tillsammans med denne tillbaka till Egypten 127 f.Kr., varpå de båda sedan välkomnade tillbaka hennes mor och försonades med denna. Enligt den version som hävdar att hon och Fyskon levde åtskilda, så försonades hon först med modern och välkomnade henne tillbaka till landet år 126 eller 124 f.Kr., varpå de tillsammans sedan välkomnade sin make Fyskon tillbaka till Egypten. I vilket fall som helst skedde en offentlig försoning mellan Kleopatra III, hennes morbror-make Fyskon och hennes mor Kleopatra II, varefter de upprätthöll en samregering fram till Fyskons död. De utfärdade år 118 f.Kr. tillsammans en allmän amnesti efter stridigheterna. Det var under denna tid egyptierna jämställdes med grekerna och fick bo i den grekiska huvudstaden Alexandria, och som upptäcktsresande skickades till Indien och Afrika, men Kleopatra III fick stå tillbaka för sin mor och make. 

### Samregeringen med sönerna
Fyskon avled den 28 juni 116 f.Kr. I sitt testamente lämnade han tronen till Kleopatra och den son hon än föredrog som sin kung. Hon föredrog sin yngre son, Ptolemaios X Alexander, men lät trots detta sin äldste son, Ptolemaios IX Lathyros, som då var vicekung på Cypern, bestiga tronen med hennes äldsta dotter Kleopatra IV vid sin sida. Orsaken till detta var dels opposition mot hennes första val bland befolkningen i Alexandria, och även troligen på grund av sin samregent moderns inflytande: denna avled inte förrän i oktober senare samma år. Hennes favoritson Alexander fick i stället ersätta Lathyros som vicekung på Cypern.   
I oktober 116 f.Kr. avled hennes mor, och 115 avsatte hon sin dotter Kleopatra IV och gifte bort Lathyros med sin favoritdotter Kleopatra Selene I. Kleopatra IV, som flytt till Alexander på Cypern, ska enligt vissa källor ha gift sig med denne, men deras mor tvingade dem då att skiljas. År 110 f.Kr. avsatte hon slutligen sin äldste son Lathyros genom att anklagade honom för mordförsök, och placerade då sin favoritson Alexander på tronen som kung. År 109 ångrade hon sig och återinsatte Lathyros. Hon ersatte honom en andra gång med Alexander 108. År 107 f.Kr. bytte hon en sista gång plats på sönerna och gjorde återigen Alexander till sin medregent och kung i Egypten, medan Lathyros sökte skydd i Cypern. Hon gifte då troligen bort Alexander med sin favoritdotter Kleopatra Selene. År 102 f.Kr. invaderades Egypten av hennes äldste son Lathyros, som med våld försökte återta tronen, men han besegrades då av Kleopatra vid Pelusium. 
Den 26 oktober 101 f.Kr. lät hennes favoritson Alexander mörda henne för att kunna regera självständigt utan hennes inblandning. Han avsattes 88 f.Kr., och ersattes då av hennes äldre son Lathyros.    

### Barn
1. Ptolemaios IX
2. Tryphaena av Egypten
3. Ptolemaios X Alexander
4. Kleopatra IV
5. Kleopatra Selene I